# Lüttelforst
Lüttelforst ist ein Ortsteil der Gemeinde Schwalmtal im Kreis Viersen in Nordrhein-Westfalen. Bis 1915 bildete Lüttelforst eine eigene Gemeinde im damaligen Kreis Kempen in der preußischen Rheinprovinz.

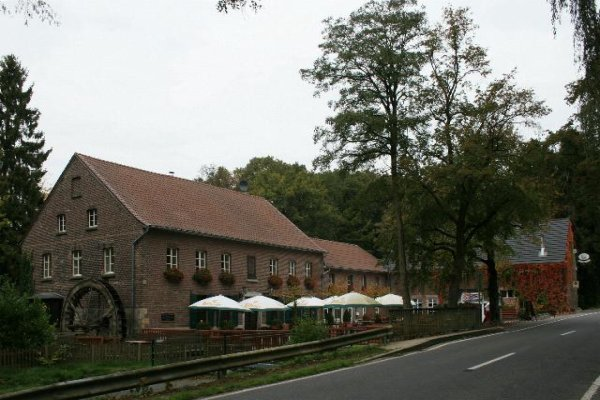
Die Lüttelforster Mühle

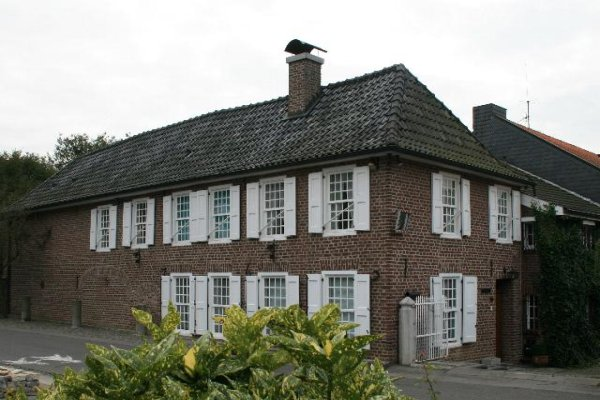
Der Brandshof

## Geographie
Lüttelforst ist ein altes Waldhufendorf, das sich entlang der gleichnamigen Straße parallel zum Flusslauf der Schwalm an deren Nordufer erstreckt. Die Gemeinde Lüttelforst hatte 1885 eine Fläche von 4,52 km².

## Geschichte
Die Entstehung von Lüttelforst als Hufensiedlung geht auf den Landesausbau im Hochmittelalter zurück. Die erste urkundliche Erwähnung von Lüttelforst stammt aus dem Jahre 1255 im Zusammenhang mit einer Schenkung an die dortige St. Jakobus-Kapelle. 1258 wurde die Jakobus-Kapelle zur Pfarrkirche erhoben.
Lüttelforst bildete seit dem 19. Jahrhundert eine Landgemeinde in der Bürgermeisterei Burgwaldniel im Kreis Kempen. Am 1. April 1915 wurden die drei Gemeinden Burgwaldniel, Kirspelwaldniel und Lüttelforst zur neuen Gemeinde und Bürgermeisterei Waldniel zusammengeschlossen.  Waldniel wiederum wurde 1970 mit Amern zur Gemeinde Schwalmtal zusammengeschlossen.

## Einwohnerentwicklung
| Jahr | Einwohner | Quelle |
| ---- | --------- | ------ |
| 1832 | 375       | [ 3 ]  |
| 1861 | 512       | [ 4 ]  |
| 1871 | 570       | [ 5 ]  |
| 1885 | 608       | [ 1 ]  |
| 1910 | 489       | [ 6 ]  |

## Baudenkmäler
Die Katholische Pfarrkirche St. Jakobus, die Lüttelforster Mühle, die Hofanlagen Lüttelforst 25, 77, 93, 105, 139 und 171 sowie die Wohnhäuser Lüttelforst 65, 83, 101 und 103 stehen in Lüttelforst unter Denkmalschutz.

## Brauchtum
Ein Träger des lokalen Brauchtums ist die St. Jakobus Schützenbruderschaft Lüttelforst.

## Sport
Der örtliche Sportverein ist der Breitensportverein Apollo 11 Lüttelforst.

## Persönlichkeiten
- Wilhelm Peter Schmitz (* 1864 in Lüttelforst; † 1944), Architekt, Baubeamter und Denkmalpfleger, Dombaumeister in Metz und Trier